# Hele
Hele (sau Helle) a fost în mitologia greacă fiica lui Athamas și al Nephelei, soră cu Frix. Salvată, împreună cu fratele ei, de furia lui Ino, de către un berbec zburător cu Lâna de Aur, Hele își găsește moartea în apele mării, care în amintirea ei poartă numele de Hellespont.